# Wächtersbach
Wächtersbach är stad i Main-Kinzig-Kreis i Regierungsbezirk Darmstadt i förbundslandet Hessen i Tyskland. Wächtersbach, som för första gången nämns i ett dokument från år 1236, har cirka 13 000 invånare.